# Galloperdix bicalcarata
Galloperdix bicalcarata е вид птица от семейство Phasianidae.

## Разпространение
Видът е разпространен в Шри Ланка.